# Y Volantis
Y Volantis är en pulserande variabel av Mira Ceti-typ (M) i stjärnbilden Flygfisken.
Stjärnan har en visuell magnitud som varierar mellan +10,1 och mindre än 14,8 med en period av 264 dygn.